# 周正方
周正方（1427年—？），字可大，江西吉安府安福縣人，明朝政治人物。進士出身。

## 生平
江西鄉試第七十二名。天順四年（1460年）庚辰科會試第四十九名，殿試登進士第二甲第三十五名。官刑部員外郎。
曾祖父周靜，曾任行人司副□。祖父周永錫。父亲周肅毅。